# NTV
NTV (rusă НТВ) este un canal de televiziune rusesc. A fost lansat pe 10 octombrie 1993 și are sediul la Centrul Tehnic "Ostankino" aflat lângă Turnul de Radio si Televiziune "Ostankino", Moscova. Este retransmis parțial în Republica Moldova de canalul TV7. Emite pe teritoriul Rusiei, iar prin intermediul canalului TV ”NTV Mir” emite și în CSI, Țările Baltice, Europa de Vest, Orientul Apropiat, Statele Unite, Canada, Israel, Australia, Noua Zeelandă și Oceania.
Alături de Rossia 24 și Pervîi Kanal, NTV a fost interzis în Ucraina pentru că ar alimenta separatismul cu ajutorul unor informații părtinitoare.

## Conducere
Președinte
- Igor Malașenko (1993 - 1997)[2]

Funcția de președinte al NTV  a fost fuzionată cu funcția de director general
Vice-președinți
- Oleg Dobrodeev (1993-1997)
- Evghenii Kiseliov (1993-1997)

 Directori general 
- Igor Malașenko (1993-1997)
- Oleg Dobrodeev (1997-2000)[3]
- Evghenii Kiseliov (2000-2001)[4]
- Boris Iordan (2001-2003)[5]
- Nikolai Senkevici (2003-2004)[6]
- Vladimir Kulistikov (2004—2015)[7]
- Alexey Zemskii (din 2015)[8]

## NTV Plus
Compania de televiziune prin satelit NTV-Plus a fost înființată în 1996 și a devenit una dintre primele rețele rusești de difuzare prin satelit. Inițial prezenta patru canale ("Cinema", "Lumea cinematografiei", "Sport", "Muzică"), mai târziu rețeaua a început să difuzeze programe pe canalele Discovery, Eurosport, Fox Kids și alte canale TV celebre. În prezent, "NTV-Plus" include câteva sute de canale.

## Logo
Canalul a schimbat șase logo-uri. Actualul logo - al 7-lea la rând. Până la 30 noiembrie 1993 logoul a fost în colțul din dreapta jos. Din decembrie 1993 până în prezent, sigla se află în colțul din stânga jos.

Primul logo al canalului NTV de la 1 noiembrie 1993 până la 10 aprilie 1994
Al doilea logo al canalului NTV în perioada 11 aprilie - 31 iulie 1994
Al treilea logo al canalului NTV de la 1 până la 31 august 1994
Al patrulea logo al canalului NTV de la 1 septembrie 1994 până la 10 august 1997
Cel de-al șaselea logo al canalului NTV în perioada 10 septembrie 2001 - 3 iunie 2007
Al șaptelea logo al canalului NTV din 4 iunie 2007 până în prezent